# 올가 쿠릴렌코
올가 쿠릴렌코(우크라이나어: Ольга Костянтинівна Куриленко 올하 코스탼티니우나 쿠릴렌코[*], 프랑스어: Olga Kurylenko, 1979년 11월 14일 ~ )는 우크라이나 출신 프랑스의 배우, 모델이다.

## 내력

### 성장 과정
소비에트 연방 시대에 우크라이나의 베르댠스크에서 우크라이나인 아버지와 러시아인 어머니 사이에서 태어났다. 3살 때 양친은 이혼했으며 모친의 밑에서 자랐다.

### 경력
13세에 어머니와 같이 방문한 러시아 모스크바에서 스카웃되었다. 16세 때 프랑스에서 모델로써 경력을 쌓기 시작한다. 수많은 콜렉션이나 패션 잡지 표지를 장식하면서 톱 모델로써의 지위를 쌓았다.
2005년 《약지의 표본》으로 영화에 데뷔했으며 2008년 007 퀀텀 오브 솔러스에서 본드걸로 발탁되었다.

### 사생활
1999년에 프랑스인 카메라맨과 결혼하지만 2003년에 이혼, 2006년에 미국인 실업가와 결혼하였지만 2007년 이혼하였다. 프랑스 국적을 취득하였다.
전 애인 맥스 베니츠와의 사이에 아들이 있다.

## 주요 출연 작품
- 약지의 표본 (L'Annulaire, 2005)
- 사랑해, 파리 (Paris, je t'aime, 2006)
- 히트맨 (Hitman, 2007)
- 맥스 페인 (Max Payne ,2008)
- 007 퀀텀 오브 솔러스 (Quantum of Solace, 2008)
- 오블리비언 (Oblivion, 2013)
- 노벰버 맨 (The November Man, 2014)
- 워터 디바이너 (The Water Diviner, 2014)
- 뱀파이어 아카데미 (Vampire Academy, 2014)
- 어 퍼펙트 데이 (2015)
- 모멘텀 (2015)
- 스탈린이 죽었다! (2017) - 마리아 베니아미노프나 유디나 역
- 마라 (2018) - 케이트 역
- 인 더 더스트 (2018)
- 돈키호테를 죽인 사나이 (2018) - 재퀴 역
- 쟈니 잉글리쉬 스트라이크 어게인 (2018)
- 더 엠퍼러 오브 파리 (2018)
- 퍼펙트 타겟 (2019) - 제인 역
- 더 룸 (2019)
- 더 커리어 (2019) - 운반원 역
- 9명의 번역가 (2019) - 카테리나 아네시노바 역
- 베이 오브 사일런스 (2020)
- 상티넬 (2021) - 클라라 역
- 블랙 위도우 (2021) - 태스크마스터 역
- 배니싱:미제사건 (2022) - 알리스 로네 역
- 썬더볼츠* (2025) - 안토니아 드레이코프 역